# Пейзаж в тумане
«Пейзаж в тумане» (греч. Τοπίο στην ομίχλη) — драматический фильм 1988 года греческого режиссёра Теодороса Ангелопулоса.

## Сюжет
Девочка-подросток Вула и её младший брат Алешандри отправляются на поезде в Германию, где, как они предполагают, живёт их отец. В пути они встречаются со многими людьми, включая труппу актёров, сталкиваются с опасными и неприятными ситуациями. Фильм заканчивается, когда дети пересекают реку и попадают, в конце концов, в искомый пункт назначения — Германию. Когда они сходят с лодки, туман рассеивается и открывается вид на отдельно стоящее дерево. Зритель понимает, что дети не найдут никакого отца, но при этом их выход из тумана детских надежд воспринимается как яркий триумф.

## В ролях
| Актёр              | Роль      |
| ------------------ | --------- |
| Таня Палайологу    | Вула      |
| Михалис Зик        | Алешандри |
| Стратос Цорцоглу   | Орест     |
| Илиас Логотетис    | Чайка     |
| Димитрис Каберидис | Дядя      |

## Награды
- Лучший фильм Европы, 1989.
- Серебряный лев Венецианского кинофестиваля, 1988.[2]

## Критика
По мнению профессора Врасидаса Каралиса, «Пейзаж в тумане» является одним из «самых визуально гипнотических, стилистически вызывающих и философски насыщенных фильмов, когда-либо снятых в Греции».
По опросу, проведённому BBC Culture в 2018 году, фильм занял 100 место в списке «100 лучших фильмов на иностранном языке».